# Yui Kamiji
Yui Kamiji (Japans: 上地 結衣, Kamiji Yui) (Akashi, 24 april 1994) is een rolstoeltennisspeelster uit Japan. Zij voerde de wereldranglijst in het enkelspel aan, voor het eerst in mei 2014 en daarna in afwisseling met haar voornaamste concurrentes Jiske Griffioen en Aniek van Koot tot maart 2018, toen zij werd afgelost door de Nederlandse Diede de Groot. Ook in het dubbelspel bereikte zij de eerste positie, voor het eerst in juni 2014.

## Medische voorgeschiedenis
Bron:

Kamiji heeft een aangeboren latente Spina bifida. In het begin kon zij nog lopen, met hulp van een brace, maar naarmate zij groeide, werd dit moeilijker. Toen zij tien jaar was, deed zij even aan rolstoelbasketbal. Zij begon met rolstoeltennis toen zij elf jaar oud was. Kamiji speelt linkshandig.

## Loopbaan

### 2006 – 2011
Kamiji debuteerde in augustus 2006 op het dubbelspeltoernooi van Kanagawa (Japan). In 2007 debuteerde zij ook in het enkelspel, op het Sendai Open in Japan – zij bereikte daar meteen de finale, die zij verloor van landgenote Naomi Ishimoto. Op het Sendai Open van 2008 won zij haar eerste titels, zowel in het enkel- als in het dubbelspel. Verdere enkelspeltitels in Osaka (2008), Hiroshima (2008), Fukuoka (2009), Kobe (2009), Kanagawa (2009), Osaka (2009), Kobe (2010), Kanagawa (2010), Osaka (2010), Kobe (2011), Daegu, Korea (2011), Busan-City, Korea (2011), Osaka (2011) en Hiroshima (2011).

### 2012, 2013
Kamiji bereikte voor het eerst de finale van enkele grandslamtoernooien, in het dubbelspel van Roland Garros (2012) met de Duitse Sabine Ellerbrock, Wimbledon (2013) met de Britse Jordanne Whiley en het US Open (2013) weer met Ellerbrock. Bij de eindejaarskampioenschappen (NEC Wheelchair Tennis Masters respectievelijk ITF Wheelchair Doubles Masters in Mission Viejo, CA, VS) won zij beide titels.

### 2014
Kamiji bereikte nu ook in het enkelspel een grandslamfinale, op het Australian Open – deze verloor zij van de Duitse Sabine Ellerbrock. In het dubbelspel van Melbourne won zij haar eerste grandslamtitel, samen met de Britse Jordanne Whiley. In feite behaalde zij in dit jaar een grand slam in het dubbelspel, want zij won ook de titel op Roland Garros, Wimbledon en het US Open (alle met Whiley). In het enkelspel won zij dit jaar twee grandslamtitels, op Roland Garros (waar zij Aniek van Koot in de finale versloeg) en op het US Open (idem). In de loop van dit jaar steeg zij zowel in het enkel- als in het dubbelspel naar de eerste plaats van de wereldranglijst.

### 2015 – 2017
Deze periode bracht Kamiji zeven grandslamtitels in het dubbelspel (vijf met de Britse Jordanne Whiley, twee met de Nederlandse Marjolein Buis) en in 2017 ook weer drie in het enkelspel: ten koste van de Nederlandse Jiske Griffioen op het Australian Open, de Duitse Sabine Ellerbrock op Roland Garros en de Nederlandse Diede de Groot op het US Open. Op de Paralympische Zomerspelen in Rio de Janeiro won Kamiji de bronzen medaille in het enkelspel.

### 2018
Haar nieuwe, 2½ jaar jongere, concurrente Diede de Groot versloeg haar in de enkelspelfinale op het Australian Open en nam in maart de leiderspositie op de wereldranglijst van haar over, waarna Kamiji dan nog wel Roland Garros van De Groot wist te winnen. In het dubbelspel bereikte zij alle vier de grandslamfinales, waarvan zij er drie winnend kon afsluiten (op het Australian Open met Marjolein Buis en op Wimbledon en het US Open met Diede de Groot).

### 2020, 2021
Op het Australian Open 2020 won Kamiji de titel in het enkelspel en, samen met haar oude maatje Jordanne Whiley, ook in het dubbelspel. Op het US Open bereikte zij de finale, maar daar moest zij voor het derde jaar op rij de zege aan haar Nederlandse concurrente laten. Op het laatste grandslamtoernooi van dit coronajaar, Roland Garros, pakte Kamiji haar achtste grandslamtitel in het enkelspel – in het dubbelspel bereikte zij met Whiley de finale.
Op het Australian Open 2021 bereikte Kamiji de enkelspelfinale. Zo ook op Roland Garros 2021, waar zij bovendien met Whiley de finale van het dubbelspel bereikte. Op Wimbledon won zij haar zeventiende grandslamtitel in het dubbelspel – het was de twaalfde samen met Whiley, waarvan vijf op Wimbledon. Op de Paralympische spelen in Tokio won zij de zilveren medaille in het enkelspel en een bronzen medaille in het dubbelspel, samen met Momoko Ohtani.

### 2022
Nadat Whiley afscheid had genomen van het professionele tennis, speelde Kamiji samen met een andere Britse, Lucy Shuker op het Australian Open – zij bereikten er de finale. Op Roland Garros bereikte Kamiji de finale in het enkelspel en, samen met de Zuid-Afrikaanse Kgothatso Montjane, ook in het dubbelspel. Op Wimbledon bereikte zij de enkelspelfinale – samen met de Amerikaanse Dana Mathewson won zij de titel in het dubbelspel, haar zevende op het gras, de achttiende in totaal. Op het US Open bereikte zij de finale in beide disciplines.

### 2023
Bij de start van het nieuwe seizoen koos Kamiji opnieuw een andere dubbelspelpartner: de Chinese Zhu Zhenzhen. Met haar bereikte zij de finale van het Victorian Wheelchair Open. De week erna wonnen zij de titel op het Melbourne Wheelchair Open, waar zij in de finale het Nederlandse duo De Groot en Van Koot versloegen. Aansluitend, op het Australian Open, werden de rollen weer omgekeerd. Ook in de finale van het enkelspel moest Kamiji, na een aanvankelijke setwinst van 6–0, toch weer haar meerdere erkennen in De Groot. In april schakelde Kamiji over op de Zuid-Afrikaanse Kgothatso Montjane. Met haar won zij het Japan Open, Tram Barcelona Open en Open International de Royan. Aldus gewapend won Kamiji met Montjane haar negentiende grandslamtitel op het dubbelspel van Roland Garros, ten koste van Diede de Groot en de Argentijnse María Florencia Moreno. Met dezelfde partner won Kamiji haar twintigste dubbelspeltitel op het US Open en haar derde wereldtitel op het eindejaarstoernooi.

### 2024, 2025
Op het Australian Open bereikte Kamiji de finale zowel in het enkel- als in het dubbelspel, terug met Montjane. Op Wimbledon won zij met Montjane haar 21e dubbelspeltitel. Op de Paralympische spelen in Parijs won zij goud in het enkel- en dubbelspel, de laatste samen met Manami Tanaka.
Op het Australian Open 2025 won Kamiji haar negende grandslamtitel in het enkelspel. Op Roland Garros 2025 won zij haar tiende enkelspeltitel en haar 22e dubbelspeltitel.

## Resultaten grandslamtoernooien
| Legenda | Legenda                          |
| ------- | -------------------------------- |
| g.t.    | geen toernooi gehouden           |
| l.c.    | lagere categorie                 |
| –       | niet deelgenomen                 |
| G       | uitgeschakeld in de groepsfase   |
| 1R      | uitgeschakeld in de eerste ronde |
| 2R      | uitgeschakeld in de tweede ronde |
| 3R      | uitgeschakeld in de derde ronde  |
| 4R      | uitgeschakeld in de vierde ronde |
| KF      | uitgeschakeld in de kwartfinale  |
| HF      | uitgeschakeld in de halve finale |
| F       | de finale verloren               |
| W       | het toernooi gewonnen            |
| w-v     | winst/verlies-balans             |

### Enkelspel
- De kwartfinale is doorgaans de eerste ronde.

| toernooi        | 2012 | 2013 | 2014 | 2015 | 2016 | 2017 | 2018 | 2019 | 2020 | 2021 | 2022 | 2023 | 2024 | 2025 |
| --------------- | ---- | ---- | ---- | ---- | ---- | ---- | ---- | ---- | ---- | ---- | ---- | ---- | ---- | ---- |
| Australian Open | KF   | –    | F    | F    | HF   | W    | F    | F    | W    | F    | KF   | F    | F    | W    |
| Roland Garros   | KF   | –    | W    | HF   | HF   | W    | W    | F    | W    | F    | F    | F    | 2R   | W    |
| Wimbledon       | g.t. | g.t. | g.t. | g.t. | KF   | HF   | HF   | HF   | g.t. | KF   | F    | HF   | HF   |      |
| US Open         | g.t. | HF   | W    | F    | g.t. | W    | F    | F    | F    | F    | F    | F    | g.t. |      |

### Dubbelspel
- De halve finale is doorgaans de eerste ronde.

| toernooi        | 2012 | 2013 | 2014 | 2015 | 2016 | 2017 | 2018 | 2019 | 2020 | 2021 | 2022 | 2023 | 2024 | 2025 |
| --------------- | ---- | ---- | ---- | ---- | ---- | ---- | ---- | ---- | ---- | ---- | ---- | ---- | ---- | ---- |
| Australian Open | HF   | –    | W    | W    | W    | F    | W    | HF   | W    | HF   | F    | F    | F    | HF   |
| Roland Garros   | F    | –    | W    | F    | W    | W    | F    | HF   | F    | F    | F    | W    | F    | W    |
| Wimbledon       | –    | F    | W    | W    | W    | W    | W    | HF   | g.t. | W    | W    | F    | W    |      |
| US Open         | g.t. | F    | W    | HF   | g.t. | HF   | W    | HF   | W    | F    | F    | W    | g.t. |      |